# Carex cuspidosa
Carex cuspidosa är en halvgräsart som beskrevs av Stephen Troyte Dunn. Carex cuspidosa ingår i släktet starrar, och familjen halvgräs. Inga underarter finns listade i Catalogue of Life.